# Testimony (film fra 1920)
Testimony er en britisk stumfilm fra 1920 af Guy Newall.

## Medvirkende
- Ivy Duke som Althea May
- David Hawthorne som Gilian Lyons
- Lawford Davidson som Cecil Coram
- Mary Rorke som Rachel Lyons
- Douglas Munro som Reuben Curtis
- Marie Wright som Lizzie Emmett
- Barbara Everest som Lucinda
- Ruth Mackay som Lady Yetty